# Unter-Abtsteinach
Unter-Abtsteinach ist ein Ortsteil der Gemeinde Abtsteinach im südhessischen Landkreis Bergstraße.

## Geographische Lage
Unter-Abtsteinach liegt im Odenwald in einer hochgelegenen Talaue am Oberlauf der Steinach, die von hier nach Süden in Richtung Neckarsteinach dem Neckar zufließt. Die Gemarkung reicht im Süden bis an die Landesgrenze von Baden-Württemberg. Die bewaldeten Höhen des Hohberges im Westen mit 531 Meter und des Hardberges im Osten der Gemarkung mit 593 Meter rahmen die Ortslage ein.

## Geschichte

### Ortsgeschichte
Auf die Besiedlung der Gegend um Abtsteinach durch Kelten schon in vorrömischer Zeit weisen entsprechende Funde hin. Gesichert ist eine  mehr als tausendjährige Geschichte, da der früheste erhalten gebliebene urkundliche Nachweis im Lorscher Codex das Bestehen des Ortes possesa Steinah, der heutige Ortsteil Ober-Abtsteinach, erstmals für das Jahr 1012 belegt ist. Der Ortsteil Unter-Abtsteinach, der am oberen Bachlauf der Steinach entstand, wurde erstmals 1590 als Teil der Zent Abtsteinach erwähnt.
Absteinach entstand im Gebiet der ehemaligen Mark Heppenheim die einen Verwaltungsbezirk des Frankenreichs bezeichnete. Am 20. Januar 773 schenkte Karl der Große die Stadt Heppenheim nebst dem zugehörigen Bezirk, der ausgedehnten Mark Heppenheim, dem Reichskloster Lorsch. Von hier wurde die Urbarmachung und Besiedlung des Gebietes betrieben. Der Blütezeit des Klosters Lorsch, in dessen Gebiet Abtsteinach lag, folgte im 11. und 12. Jahrhundert sein Niedergang. 1232 wurde das Kloster dem Erzbistum Mainz unterstellt. 1461 verpfändet Kurmainz infolge der Mainzer Stiftsfehde diese Besitzungen an die Kurpfalz. Diese wechselte 1556 zum protestantischen Glauben und hob 1564 das Kloster auf.
Die 1480 erwähnten Mühlen „oberste, mittlere und unterste Mühle“ lagen wahrscheinlich in der Gemarkung des heutigen Unter-Abtsteinach.
Im Mittelalter war Abtsteinach als Zent grundherrschaftliche Verwaltungsstelle sowie Gerichtsort. Mit der Verpfändung des Amts Starkenburg 1461, begann für die Kurmainzer Besitzungen an der Bergstraße und im Odenwald die Zeit der kurpfälzischen Herrschaft. Als im Laufe des Dreißigjährigen Krieges (1618–1648) spanische Truppen der Katholischen Liga die Region eroberten, wurde 1623 die Kurmainzer Herrschaft wieder hergestellt. Dadurch wurde die durch die Pfalzgrafen eingeführte Reformation weitgehend wieder rückgängig gemacht und die Bevölkerung musste wieder zum katholischen Glauben zurückkehren. Zwar zogen sich die spanischen Truppen nach 10 Jahren vor den anrückenden Schweden zurück aber nach der katastrophale Niederlage der Evangelischen in der Nördlingen 1634 verließen auch die Schweden die Bergstraße und mit dem Schwedisch-Französischen Krieg begann ab 1635 das blutigste Kapitel des Dreißigjährigen Krieges. Aus der Region berichten die Chronisten aus jener Zeit: „Pest und Hunger wüten im Land und dezimieren die Bevölkerung, sodass die Dörfer öfters völlig leer stehen“. Mit dem Westfälischen Frieden von 1648 wurde die Einlösung der Pfandschaft endgültig festgeschrieben. Aus dem Jahr 1654 wird berichtet, dass jeder Centmann Leibeigener von Kurmainz ist.
Für das gleiche Jahr ist belegt, dass der Ort aus 11 Huben bestand und zusammen mit Ober-Abtsteinach jährlich 26½ fl. Bede an die Kellerei in Heppenheim zu zahlen hatte.
Im Jahr 1782 führte Kurmainz eine Verwaltungsreform durch, mit der in Fürth eine Amtsvogtei eingerichtet wurde, in dessen Verwaltungsbezirk auch Unter-Abtsteinach lag. Die Amtsvogtei wiederum was dem Oberamt Starkenburg des „Unteren Erzstifts“ des Kurfürstentums Mainz unterstellt. Damit wurden die Rechte und Entscheidungsfreiheiten der Zent weitgehend eingeschränkt.
Das ausgehende 18. und beginnende 19. Jahrhundert brachte Europa weitreichende Änderungen. Infolge der Napoleonischen Kriege wurde das Heilige Römische Reich (Deutscher Nation) durch den Reichsdeputationshauptschluss von 1803 neu geordnet und hörte mit der Niederlegung der Reichskrone am 6. August 1806 auf zu bestehen. Durch diese Neuordnung und Auflösung von Kurmainz kam das Oberamt Starkenburg und mit ihm Unter-Abtsteinach zur Landgrafschaft Hessen-Darmstadt, die 1806 in dem ebenfalls auf Druck Napoleons gebildeten Großherzogtum Hessen aufging.
Nach der 1821 im Großherzogtum Hessen durchgeführten Verwaltungsreform wurde Unter-Abtsteinach durch die Bürgermeisterei in Ober-Abtsteinach mitverwaltet.
Die im Dezember 1852 aufgenommenen Bevölkerungs- und Katasterlisten ergaben für Unterabtsteinach: Ein katholisches Filialdorf mit 445 Einwohnern. Die Gemarkung bestand aus 2335 Morgen, davon waren 841 Morgen Ackerland, 261 Morgen Wiesen und 1205 Morgen Wald.
In den Statistiken des Großherzogtums Hessen werden, bezogen auf Dezember 1867, für das Filialdorf Unter-Abtsteinach mit eigener Bürgermeisterei, 55 Häuser, 341 Einwohnern, der Kreis Lindenfels, das Landgericht Wald-Michelbach, die evangelisch Pfarrei Wald-Michelbach des Dekanats Lindenfels und die katholische Pfarrei Ober-Abtsteinach des Dekanats Heppenheim, angegeben.
In Hessen gehörte Unter-Abtsteinach durch eine Reihe von Verwaltungsreformen zum Landratsbezirk Lindenfels, sowie den Kreisen Lindenfels und Heppenheim, bis es 1938 zum heutigen Landkreis Bergstraße kam.
In den beiden Weltkriegen hatte Unter-Abtsteinach viele Opfer zu beklagen. Das Ehrenmal in der Hauptstraße am Schulhaus nennt für den Ersten Weltkrieg 27 und für den Zweiten Weltkrieg 40 Gefallene und Vermisste.
Im Jahr 1961 wurde die Gemarkungsgröße mit 584 ha angegeben, davon waren 321 ha Wald.
Am 31. Dezember 1971 entstand im Zuge der Gebietsreform in Hessen die Gemeinde Abtsteinach durch den freiwilligen Zusammenschluss der bis dahin selbständigen Gemeinden Ober-Abtsteinach, Unter-Abtsteinach und Mackenheim. Sitz der Gemeindeverwaltung wurde Ober-Abtsteinach. Ortsbezirke nach der Hessischen Gemeindeordnung wurden nicht eingerichtet.

### Historische Beschreibungen
Die Historisch-topographisch-statistische Beschreibung des Fürstenthums Lorsch, oder Kirchengeschichte des Oberrheingaues berichte 1812 über die Unter-Abtsteinach:

„Unterabsteinach, ein ziemlich beträchtliches (unterhalb Oberabsteinach gelegenes) Dorf von 25 Bauernhöfen mit 33 Häusern und einer Kirche nebst 285 Bewohnern. Es sind auch 2 Mühlen daselbst“

Die Statistisch-topographisch-historische Beschreibung des Großherzogthums Hessen berichtet 1829 über Unter-Abtsteinach:

„Unterabtsteinach (L. Bez. Lindenfels) kath. Filialdorf; liegt 3 1⁄4 St. von Lindenfels an der Steinach und hat 43 Häuser und 336 kath. Einw. Man findet 3 Mahl- und 1 Oelmühle. Der Ort kam 1802 von Mainz an Hessen.“

Im Neuestes und gründlichstes alphabetisches Lexicon der sämmtlichen Ortschaften der deutschen Bundesstaaten von 1845 finden sich folgender Eintrag:

„Unter-Abtsteinach bei Lindenfels. — Katholisches Filialdorf von Absteinach. — 43 H. 336 kathol. E. — Großherzogth. Hessen, – Provinz Starkenbürg. — Kreis Heppenheim. — Landgericht Fürth. — Hofger. Darmstadt. — Das Dorf Unter-Abtsteinach, an der Steinach gelegen, hat 1 Oel und 3 Mahlmühlen und ist im Jahre 1802 von Mainz an Hessen übergegangen.“

### Verwaltungsgeschichte im Überblick
Die folgende Liste zeigt die Staaten und Verwaltungseinheiten, denen Unter-Abtsteinach angehört(e):
- vor 1782: Heiliges Römisches Reich, Kurfürstentum Mainz, Amt Starkenburg (1461–1650 an Kurpfalz verpfändet), Zent Abtsteinach
- ab 1782: Heiliges Römisches Reich, Kurfürstentum Mainz, Unteres Erzstift, Oberamt Starkenburg, Amtsvogtei Fürth
- ab 1803: Heiliges Römisches Reich, Landgrafschaft Hessen-Darmstadt,[Anm. 2] Fürstentum Starkenburg, Amt Fürth
- ab 1806: Großherzogtum Hessen,[Anm. 3] Fürstentum Starkenburg, Amt Fürth[12]
- ab 1812: Großherzogtum Hessen, Fürstentum Starkenburg, Amt Waldmichelbach
- ab 1815: Großherzogtum Hessen[Anm. 4], Provinz Starkenburg, Amt Waldmichelbach
- ab 1821: Großherzogtum Hessen, Provinz Starkenburg, Landratsbezirk Lindenfels[Anm. 5]
- ab 1832: Großherzogtum Hessen, Provinz Starkenburg, Kreis Lindenfels
- ab 1848: Großherzogtum Hessen, Regierungsbezirk Heppenheim
- ab 1852: Großherzogtum Hessen, Provinz Starkenburg, Kreis Lindenfels
- ab 1871: Deutsches Reich,[Anm. 6] Großherzogtum Hessen, Provinz Starkenburg, Kreis Lindenfels
- ab 1874: Großherzogtum Hessen, Provinz Starkenburg, Kreis Heppenheim
- ab 1918: Deutsches Reich, Volksstaat Hessen,[Anm. 7] Provinz Starkenburg, Kreis Heppenheim
- ab 1938: Deutsches Reich, Volksstaat Hessen, Landkreis Bergstraße[13][Anm. 8]
- ab 1945: Amerikanische Besatzungszone,[Anm. 9] Groß-Hessen, Regierungsbezirk Darmstadt, Landkreis Bergstraße
- ab 1946: Amerikanische Besatzungszone, Land Hessen, Regierungsbezirk Darmstadt, Landkreis Bergstraße
- ab 1949: Bundesrepublik Deutschland, Land Hessen, Regierungsbezirk Darmstadt, Landkreis Bergstraße
- ab 1972: Bundesrepublik Deutschland, Land Hessen, Regierungsbezirk Darmstadt, Landkreis Bergstraße, Gemeinde Abtsteinach[Anm. 10]

### Justiz
Unter der alten Ämter-Struktur gehörte Unter-Abtsteinach zuletzt zum Amt Waldmichelbach, das für Verwaltung und Rechtsprechung zuständig war. Mit der Trennung der Rechtsprechung von der Verwaltung und der damit verbundenen Einrichtung der Landgerichte im Großherzogtum Hessen war ab 1821 das Landgericht Fürth als Gericht erster Instanz für Unter-Abtsteinach zuständig. 1853 wurde aus dessen Gerichtsbezirk ein neuer Landgerichtsbezirk ausgegliedert, das Landgericht Waldmichelbach, zu dem nun auch Unter-Abtsteinach gehörte.
Anlässlich der Einführung des Gerichtsverfassungsgesetzes mit Wirkung vom 1. Oktober 1879, infolge derer die bisherigen großherzoglich hessischen Landgerichte durch Amtsgerichte an gleicher Stelle ersetzt wurden, während die neu geschaffenen Landgerichte nun als Obergerichte fungierten, wurde nun das Amtsgericht Wald-Michelbach im Bezirk des Landgerichts Darmstadt zuständig.
1943 wurde der Amtsgerichtsbezirk Wald-Michelbach kriegsbedingt vorübergehend aufgelöst, dem Amtsgericht Fürth zugeordnet und dort als Zweigstelle geführt, was nach dem Krieg wieder rückgängig gemacht wurde. Zum 1. Juli 1968 wurde dann das Amtsgericht Wald-Michelbach aufgelöst, womit Unter-Abtsteinach wieder und endgültig in die Zuständigkeit des Amtsgerichts Fürth kam.

## Bevölkerung

### Einwohnerstruktur 2011
Nach den Erhebungen des Zensus 2011 lebten am Stichtag dem 9. Mai 2011 in Unter-Abtsteinach 951 Einwohner. Darunter waren 24 (2,5 %) Ausländer.
Nach dem Lebensalter waren 147 Einwohner unter 18 Jahren, 378 waren zwischen 18 und 49, 246 zwischen 50 und 64 und 177 Einwohner waren älter.
Die Einwohner lebten in 426 Haushalten. Davon waren 117 Singlehaushalte, 135 Paare ohne Kinder und 144 Paare mit Kindern, sowie 15 Alleinerziehende und 12 Wohngemeinschaften. In 93 Haushalten lebten ausschließlich Senioren und in 291 Haushaltungen leben keine Senioren.

### Einwohnerentwicklung
| • 1654: | 011 Huben                |
| • 1806: | 271 Einwohner, 32 Häuser |
| • 1812: | 285 Einwohner, 33 Häuser |
| • 1829: | 336 Einwohner, 43 Häuser |
| • 1867: | 391 Einwohner, 55 Häuser |

| Unter-Abtsteinach: Einwohnerzahlen von 1806 bis 2011 | Unter-Abtsteinach: Einwohnerzahlen von 1806 bis 2011 | Unter-Abtsteinach: Einwohnerzahlen von 1806 bis 2011 | Unter-Abtsteinach: Einwohnerzahlen von 1806 bis 2011 | Unter-Abtsteinach: Einwohnerzahlen von 1806 bis 2011 |
| --- | ---------------------------------------------------- | ---------------------------------------------------- | ---------------------------------------------------- | ---------------------------------------------------- |
| Jahr |                                                      |                                                      |                                                      | Einwohner                                            |
| 1806 | 1806                                                 |                                                      | 271                                                  | 271                                                  |
| 1829 | 1829                                                 |                                                      | 336                                                  | 336                                                  |
| 1834 | 1834                                                 |                                                      | 372                                                  | 372                                                  |
| 1840 | 1840                                                 |                                                      | 406                                                  | 406                                                  |
| 1846 | 1846                                                 |                                                      | 443                                                  | 443                                                  |
| 1852 | 1852                                                 |                                                      | 445                                                  | 445                                                  |
| 1858 | 1858                                                 |                                                      | 461                                                  | 461                                                  |
| 1864 | 1864                                                 |                                                      | 427                                                  | 427                                                  |
| 1871 | 1871                                                 |                                                      | 377                                                  | 377                                                  |
| 1875 | 1875                                                 |                                                      | 426                                                  | 426                                                  |
| 1885 | 1885                                                 |                                                      | 436                                                  | 436                                                  |
| 1895 | 1895                                                 |                                                      | 436                                                  | 436                                                  |
| 1905 | 1905                                                 |                                                      | 511                                                  | 511                                                  |
| 1910 | 1910                                                 |                                                      | 516                                                  | 516                                                  |
| 1925 | 1925                                                 |                                                      | 480                                                  | 480                                                  |
| 1939 | 1939                                                 |                                                      | 478                                                  | 478                                                  |
| 1946 | 1946                                                 |                                                      | 587                                                  | 587                                                  |
| 1950 | 1950                                                 |                                                      | 584                                                  | 584                                                  |
| 1956 | 1956                                                 |                                                      | 585                                                  | 585                                                  |
| 1961 | 1961                                                 |                                                      | 629                                                  | 629                                                  |
| 1967 | 1967                                                 |                                                      | 786                                                  | 786                                                  |
| 1970 | 1970                                                 |                                                      | 808                                                  | 808                                                  |
| 1980 | 1980                                                 |                                                      | ?                                                    | ?                                                    |
| 1990 | 1990                                                 |                                                      | ?                                                    | ?                                                    |
| 2000 | 2000                                                 |                                                      | ?                                                    | ?                                                    |
| 2011 | 2011                                                 |                                                      | 951                                                  | 951                                                  |
| Datenquelle: Historisches Gemeindeverzeichnis für Hessen: Die Bevölkerung der Gemeinden 1834 bis 1967. Wiesbaden: Hessisches Statistisches Landesamt, 1968. Weitere Quellen: LAGIS; 2011: |                                                      |                                                      |                                                      |                                                      |

### Historische Religionszugehörigkeit
| • 1829: | 336 katholische (= 100 %) Einwohner                                       |
| • 1961: | 35 evangelische (= 5,56 %), 586 römisch-katholische (= 93,16 %) Einwohner |

## Verkehr
Dem überörtlichen Straßenverkehr dienen zwei Verkehrsadern. Aus westlicher Richtung kommt die Landesstraße L 3257 von Weinheim über Gorxheimertal und nimmt zwischen Trösel und Unter-Abtsteinach einen langen und kurvenreichen Anstieg, bevor sie in der Ortsmitte in die L 535 einmündet. Diese wiederum erschließt in Nord-Süd-Richtung das Steinachtal und verbindet so Unter- und Ober-Abtsteinach. Im Norden führt sie weiter nach Wald-Michelbach und im Süden nach Neckarsteinach.

## Ortscharakter
Sehenswert sind die kleine Sandsteinkapelle in der Ortsmitte und „Marien-Gotteshäusel“ in kleinen Nischen an den Außenwänden vieler Gebäude.
Die Marienfigur in der Kapelle stammt nach einer Legende der  Kirchenruine „Lichtenklingen“, um die sich viele alte Geschichten ranken.
In dem ehemals rein landwirtschaftlichen Ort gab es entlang der Steinach fünf Mühlen die heute alle verschwunden sind. Aktuell sind noch fünf Bauernhöfe aktiv die entweder Fleisch- und Milchwirtschaft oder Eierproduktion betreiben.